# 洗洛镇
洗洛乡，是中华人民共和国湖南省湘西土家族苗族自治州龙山县下辖的一个乡镇级行政单位。

## 行政区划
洗洛乡下辖以下地区：
洗洛村、牌楼村、户纳车村、联盟村、青春村、艾溪沟村、花鹿村、欧溪村、高寨村、巴蕉村、坪中村、大井村和小井村。